# Kliros
kliros (greco: κλῆρος klēros, plurale κλῆροι klēroi; slavo ecclesiastico: клиросъ, "kliros'" o talvolta крилосъ, "krilos'") è la sezione di una chiesa ortodossa orientale, armena o cattolica orientale dedicata al coro. Si riferisce sia allo spazio generale in cui coristi o cantanti si riuniscono per i servizi liturgici, sia al leggio vero e proprio o agli scaffali su cui i testi musicali vengono conservati e letti.

## Panoramica
Il nome deriva dalla parola greca "Lot", poiché originariamente coloro che leggevano e cantavano venivano scelti a sorte.
Storicamente, nelle cattedrali, nei monasteri e negli edifici più grandi come le cappelle appartenenti ai seminari e alle parrocchie maggiori, vi erano dei kliroi sia sul lato destro che su quello sinistro della chiesa. Il risultato era due cori che cantavano in modo antifonale, proprio come fanno ancora oggi i cori monastici e cattedrali delle Chiese occidentali. Questa era la pratica nella cattedrale imperiale bizantina di Hagia Sophia, a Costantinopoli, la cui pratica liturgica storica divenne lo standard per tutte le chiese che seguivano la tradizione liturgica bizantina.
Questa disposizione presuppone un numero di coristi su ciascun lato, per un totale ragionevolmente ampio, e due coristi altamente qualificati abili nel dirigere i servizi liturgici. Sfortunatamente, i coristi altamente qualificati sono estremamente rari oggi, e la maggior parte delle chiese ha solo un kliros, spesso a destra dell'iconostasi. Tuttavia, alcune cattedrali patriarcali, comunità monastiche più grandi, seminari e luoghi con risorse e coristi sufficienti possono continuare ad avere due kliroi.
La Chiesa ortodossa russa avrà spesso, oltre a un kliros presso l'iconostasi, un coro sopra le grandi porte dell'ingresso ovest della chiesa.
Nelle chiese della tradizione greca e in alcune parti della tradizione russa, i cantori e gli uomini che cantano al kliros indossano spesso una riassa nera.
Nella tradizione armena, sia gli uomini che le donne del coro del kliros indossano uno stikharion, una veste di materiale pregiato.